# Jebtsundamba Khutuktu
 Jebtsundamba Khutuktu  è il titolo dato al capo spirituale della scuola Gelug del Buddismo tibetano in Mongolia.
Il primo Jebtsundamba, Zanabazar (1635-1723) fu identificato come la reincarnazione Taranatha della scuola Jonang di Buddismo tibetano.

## Elenco dei Jebtsundamba Khutuktu
- 1635–1723: Öndör Gegeen Zanabazar (Traslitterazione Wylie: Blo bzang bstan pa'i rgyal mtshan), primo Jebtsundamba Khutughtu
- 1724–1757: Luvsandambiydonmi (Traslitterazione Wylie: Blo bzang bstan pa'i srgon me), secondo Jebtsundamba Khutughtu
- 1758–1773: Ishdambiynyam (Traslitterazione Wylie: Ye shes bstan pa'i nyi ma), terzo Jebtsundamba Khutughtu
- 1775–1813: Luvsantüvdenvanchug (Traslitterazione Wylie: Blo bzang thub bstan dbang phyug), quarto Jebtsundamba Khutughtu
- 1815–1841: Luvsanchültimjigmed (Traslitterazione Wylie: Blo bzang tshul khrim 'jigs med), quinto Jebtsundamba Khutughtu
- 1843–1848: Luvsantüvdenchoyjijaltsan (Traslitterazione Wylie: Blo bzang dpal ldan bstan pa), sesto Jebtsundamba Khutughtu
- 1850–1868: Agvaanchoyjivanchugperenlaijamts (Traslitterazione Wylie: Ngag dbang chos kyi dbang phyug 'phrin las rgya mtsho), settimo Jebtsundamba Khutughtu
- 1870–20 May 1924: Agvaanluvsanchoyjindanzanvaanchigbalsambuu (Traslitterazione Wylie: Ngag dbang blo bzang chos rje nyi ma bstan 'dzin dbang phyug rJe btsun dam pa Bla ma), ottavo Jebtsundamba Khutughtu e Bogd Khan
- 1936–2012: Jambalnamdolchoyjijantsan (Jampal Namdrol Chokye Gyeltsen), nono Jebtsundamba Khutughtu (nato nel 1933 e solo dal 1991 pubblicamente riconosciuto dal Dalai Lama)
- 2012-...: Nel 2016 durante una visita in Mongolia il quattordicesimo Dalai Lama comunicò che il decimo Jebtsundamba Khutughtu si era reincarnato in Mongolia, dando avvio alla sua ricerche. L'otto marzo 2023 durante una cerimonia a Dharamsala il Dalai Lama annunciò la presenza alla cerimonia stessa del decimo Jebtsundamba Khutuktu.